# Judeline
Judeline, pseudonimo di Lara Fernández Castrelo (Jerez de la Frontera, 18 gennaio 2003), è una cantautrice spagnola.

## Biografia
Lara Fernández Castrelo è nata il 18 gennaio 2003 a Jerez de la Frontera, comune spagnolo situato nella comunità autonoma dell'Andalusia, e cresciuta a Barbate, sempre nella provincia di Cadice. La madre è anche originaria di Jerez de la Frontera, mentre il padre è emigrato in Spagna dal Venezuela. Ha quattro fratelli, uno dei quali è il cantante Swan Fyahbwoy.
Nel 2020 si è trasferita nella capitale spagnola di Madrid con lo scopo di concentrarsi sulla propria carriera musicale. La cantante ha affermato di avere adottato il nome d'arte di Judeline per omaggiare la canzone preferita del padre, ovvero Hey Jude dei Beatles. Sempre al 2020 sono datate le sue prime pubblicazioni musicali come artista indipendente.  Il suo primo progetto discografico, l'EP De la Luz, è stato reso disponibile nel gennaio 2022 e preceduto dai singoli del 2021 Otro lugar • Despertar e Marisucia • Noche.
Dopo aver firmato un contratto discografico con l'etichetta Interscope Records nel 2023, pubblica nello stesso anno il singolo Canijo, con cui l'associazione Productores de Música de España ha conferito alla cantante la sua prima certificazione di disco d'oro in Spagna per aver superato la soglia delle 30 000 unità. Nello stesso periodo dell'uscita di Canijo, Judeline affianca il produttore portoricano Tainy alla traccia Si preguntas por mí contenuta nell'album di lui Data (2023). In agosto pubblica in collaborazione della piattaforma di musica streaming Spotify il progetto Spotify Singles, un EP contenente le cover di Soy el único di Yahritza y su Esencia e La tortura di Shakira.
L'anno seguente la cantante ha messo in commercio l'album in studio di debutto Bodhiria. Appena sei giorni dopo la pubblicazione del disco, avvenuta il 25 ottobre 2024, è figurata come artista ospite nell'album del rapper argentino Duki Ameri, contribuendo vocalmente alla traccia Imperio. Bodhiria è stato promosso attraverso l'omonimo tour, incominciato nel novembre 2024 in Europa e proseguito tra gennaio e marzo 2025 in Spagna. Sempre nel 2025 la cantante si è aggiudicata il primo Premio Odeón come miglior artista alternativa si esibirà per la prima volta al Coachella Valley Music and Arts Festival in California e al Primavera Sound Festival di Barcellona.

## Discografia

### Album in studio
- 2024 – Bodhiria

### EP
- 2022 – De la Luz
- 2023 – Tánger y Zahara
- 2023 – Spotify Singles

### Singoli
Artista principale
- 2020 – Solo quiero huir (con Trillfox)
- 2020 – De una manera (con Tuiste)
- 2021 – Nueva en la ciudad (con Oddliquor e Tuiste)
- 2021 – Sustancia (con Mayo)
- 2021 – Otro lugar • Despertar
- 2021 – Marisucia • Noche
- 2022 – En el cielo
- 2022 – La pestaña que soplé
- 2023 – Canijo
- 2023 – 2+1
- 2024 – Mangata
- 2024 – Romero Santo (con Dellafuente)
- 2024 – Inri
- 2024 – Zarcillos de plata
- 2025 – Tú et moi (con Mc Morena)
- 2025 – Chica de cristal

Artista ospite
- 2020 – Laberinto (Quaiko feat. Judeline)
- 2022 – La del rencoroso (Vatocholo feat. Judeline)

## Tournée

### Artista principale
- 2024/25 – Bodhiria Tour

### Artista d'apertura
- 2024 – Que buen volver a verte tour di J Balvin